# Горлянка пірамідальна
{{#ifeq:0|0|{{#if:|{{#if:Ajugapyramidalis|[[]}}|}}}}
Горлянка пірамідальна (Ajuga pyramidalis) — вид трав'янистих рослин родини глухокропивові (Lamiaceae), поширений ув Європі. Червоно-фіолетове забарвлення квітів рослини приваблює запилювачів. Етимологія: лат. pyramidalis — «пірамідальний».

## Опис
Багаторічні трав'янисті рослини заввишки 10–25(35) см. Стебла 4-кутні, жорсткі, вертикальні, дуже волохаті. Листки: в прикореневій розетці й супротивні на стеблі. Розетки зникають після цвітіння. Листові пластини від еліптичних до оберненояйцевидих, з вузькими основами, з округлими верхівками, з обох сторін густо волохаті, краї від мілкозубчастих до майже цілих. Приквітки явно менші, ніж розеткові листки, стають поступово меншими у напрямку до вершини, завжди більші, ніж квіти, верхні часто частково фіолетові. Суцвіття — пірамідальні китиці, які формуються в пахвових колотівках. Квіти: віночки від блідо-блакитних до синювато-фіолетових, 10–18 мм завдовжки, довготрубчаті. Верхні губи віночків дуже короткі, 2-лопатеві; нижні губи — 3-лопатеві. Чашечки майже правильні, 5-лопатеві. Тичинок 4, з яких 2 — довгих і 2 — коротких. Плоди 4-дольні. Квіти виробляють нектар, аби залучити запилювачів, якими є бджоли й метелики. Плоди розносять мурахи.

## Поширення
Європа (Білорусь, Естонія, Латвія, Литва, Україна, Австрія, Бельгія, Чехословаччина, Німеччина, Польща, Швейцарія, Данія, Фінляндія, Ісландія, Ірландія, Норвегія, Швеція, Велика Британія, Албанія, Болгарія, колишня Югославія, Італія, Румунія, Франція, Португалія, Іспанія). Населяє сухі луки, пасовища, багаті луки, краї лісів, гаї.
Вид перебуває у переліках рослин, які потребують охорони у Львівській області.

## Використання
Використовувалася як лікарська рослина, для загоєння ран і при порушенні обміну речовин.

## Галерея

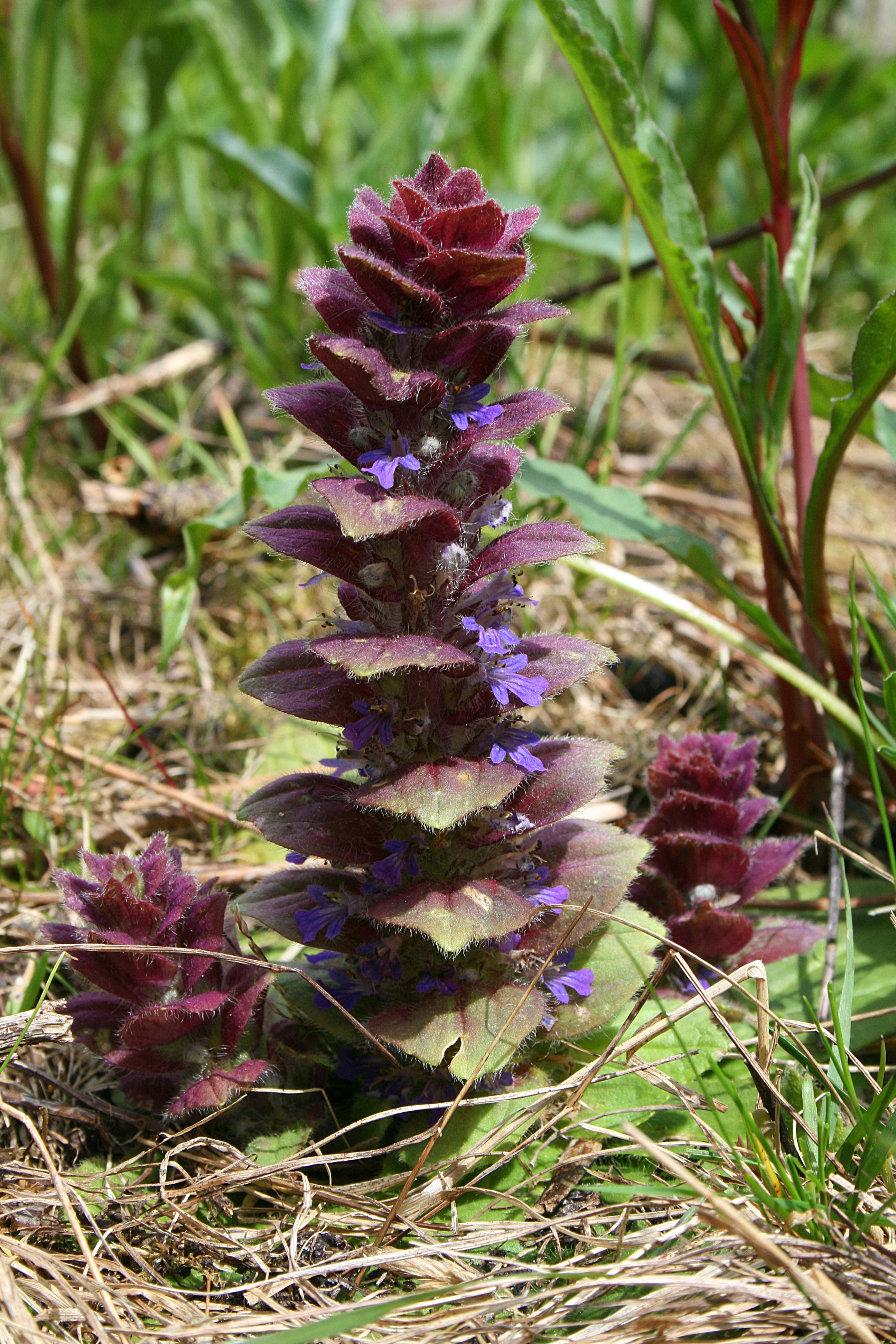
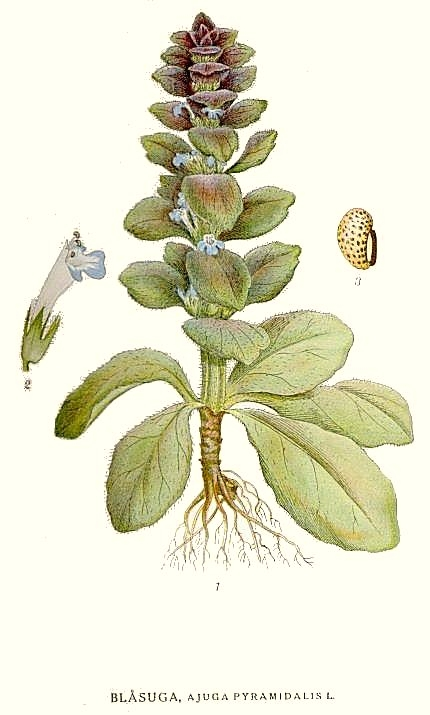